# Ulf Bergman
Ulf Gösta Holger Bergman, född 14 augusti 1927, död 6 augusti 2006 i Göteborg, var en svensk författare och sjökapten.
Bergman växte upp på Skeppsholmen i Stockholm där fadern var sjöofficer och bland annat fartygschef på af Chapman. År 1945 gick han till sjöss och tjänstgjorde sedan främst i Johnsonlinjen och Broströmskoncernen – befälhavare 1967 i Ostasiat. Han var befälhavare på M/S Nippon, ett av de fartyg som blev fast i Suezkanalen(en) på grund av Sexdagarskriget.[källa behövs]
Bergman var även verksam inom logistik och shipping i Mellanöstern och i Nigeria.[källa behövs]
Han romandebuterade 1961 med Jakops Stege på Bonniers förlag och var även medarbetare i bland annat Nautisk tidskrift och Svensk sjöfartstidning. Ulf Bergman är begravd på Bohus Malmön.